# Richard Shorr
Richard Shorr (* 24. November 1942 in New York City, New York; † 13. August 2001 in Paris, Frankreich) war ein US-amerikanischer Tontechniker.

## Leben
Shorr begann seine Karriere Mitte der 1970er Jahre, sein Filmdebüt war das britische Horror-Musical Son of Dracula mit Harry Nilsson und Ringo Starr in den Hauptrollen. Er arbeitete in den 1970er Jahren in verschiedenen Berufen, unter anderem als Produktionsassistent, Regisseur und Drehbuchautor, blieb dabei jedoch ohne größeren Erfolg. 1983 wirkte er als Tontechniker am Fernsehfilm The Day After – Der Tag danach mit, wofür er im darauf folgenden Jahre mit dem Primetime Emmy ausgezeichnet wurde.
In der Folge arbeitete er an einer Reihe erfolgreicher Hollywoodproduktionen wie Die Ehre der Prizzis und Predator. Für sein Wirken am Actionfilm Stirb langsam war er 1989 gemeinsam mit Stephen Hunter Flick für den Oscar in der Kategorie Bester Tonschnitt nominiert. In den 1990er Jahren arbeitete der an zahlreichen französischen Filmproduktionen wie Farinelli und Dobermann. Er starb 2001 in Paris.

## Filmografie (Auswahl)
- 1985: Die Ehre der Prizzis (Prizzi’s Honor)
- 1987: Predator
- 1988: Stirb langsam (Die Hard)
- 1989: Mein Geist will immer nur das Eine … (Ghosts Can’t Do It)
- 1990: Dark Angel
- 1991: Highlander II – Die Rückkehr (Highlander II – The Quickening)
- 1991: Highway zur Hölle (Highway to Hell)
- 1991: Stone Cold – Kalt wie Stein (Stone Cold)
- 1992: Schatten des Wolfes (Agaguk)
- 1994: Farinelli
- 1997: Dobermann ()
- 1997: Marquise – Die Rolle ihres Lebens (Marquise)

## Auszeichnungen
- 1989: Oscar-Nominierung in der Kategorie Bester Tonschnitt für Stirb langsam